# Nāḩiyat Tādif
Nāḩiyat Tādif (arabiska: ناحية تادف) är ett subdistrikt i Syrien.   Det ligger i provinsen Aleppo, i den norra delen av landet, 300 km norr om huvudstaden Damaskus.
Omgivningarna runt Nāḩiyat Tādif är i huvudsak ett öppet busklandskap. Runt Nāḩiyat Tādif är det ganska tätbefolkat, med 86 invånare per kvadratkilometer.